# Préfecture de Tochigi
La préfecture de Tochigi (栃木県, Tochigi-ken) est une préfecture du Japon située au centre de l'île de Honshū. Elle comprend 25 municipalités, dont sa capitale : la ville d'Utsunomiya. Elle a été créée en 1873 sur un territoire du nord de la plaine de Kantō délimité par l'ancienne province de Shimotsuke.

## Géographie

### Situation
La préfecture de Tochigi est située dans le nord de la plaine de Kantō, sur l'île principale de l'archipel japonais : Honshū. Elle est bordée au nord par la préfecture de Fukushima, d'Ibaraki à l'est, les préfectures de Saitama, Gunma et Ibaraki au sud, et Gunma à l'ouest. Elle est la préfecture la plus septentrionale de la région de Kantō. À vol d'oiseau, sa capitale, Utsunomiya, se trouve à environ 95 km au nord-est de l'agglomération de Tokyo, 160 km à l'est de la mer du Japon, et 67 km à l'ouest de l'océan Pacifique.
La ligne Shinkansen Tōhoku, qui traverse, du sud au nord, la région de Tōhoku, et relie Tokyo à Aomori, capitale de la préfecture d'Aomori, dessert les villes d'Oyama, d'Utsunomiya et de Nasushiobara.

### Topographie
La préfecture s'étale sur 84 km d'est en ouest, et 98 km du nord au sud. Sa superficie est de 6 408,28 km2, la 20e du pays et plus grande de la région de Kantō,.
Le sud, l'est et la partie centrale de la préfecture forment une zone de relief variant de 200 à environ 1 000 m, dominée au nord-est par la cordillère de Yamizo (ja) culminant à 1 022 m. Dans la partie nord-ouest, le long de la frontière avec les préfectures de Gunma et Fukushima, s'étend une zone de montagnes comprenant les monts Nasu, au nord, culminant à 1 917 m, les monts Taishaku (ja) qui culminent au mont Taishaku (2 163 m), le mont Takahara (ja) (1 795 m), les monts Ashio (ja) dont le point culminant est le mont Yūhi (1 526 m), et, dans l'ouest de la ville de Nikkō, le complexe volcanique formé par les monts Nikkō. Ce dernier rassemble les cinq plus hauts sommets de la préfecture : les monts Nikkō-Shirane (2 578 m), Nantai (2 486 m), Nyohō (2 483 m), Taishaku (2 455 m), et le Suzugatake (2 388 m),.

### Hydrographie

#### Cours d'eau
Le système de cours d'eau de la préfecture de Tochigi comprend une partie du bassin versant du fleuve Tone, l'un des plus longs du Japon, et une grande partie du bassin de drainage du fleuve Naka,.

##### Bassin du fleuve Tone
Dans le Sud de la préfecture, s'écoulent des cours d'eau formant les bassins versants des rivières Watarase, Kinu et Kokai. Au-delà de la limite Sud de la préfecture, les trois rivières rejoignent le cours du fleuve Tone.

###### La rivière Watarase
Le bassin versant de la rivière Watarase se déploie dans le sud-ouest de la préfecture. Le cours d'eau, long de 106,7 km, prend sa source au mont Sukai, s'écoule près de la limite Sud de la préfecture, où ses principaux affluents venant du nord grossissent son flot, et se jette dans le fleuve Tone dans le sud-ouest de la préfecture voisine d'Ibaraki,.

###### La rivière Kinu
Le bassin versant de la rivière Kinu s'étend du nord-ouest au sud de la préfecture. Longue de 177 km, cette rivière traverse sur 125 km le sud de la préfecture avant de rejoindre, à Moriya (préfecture d'Ibaraki), le fleuve Tone.

###### La rivière Kokai
La rivière Kokai, longue de 112 km, s'écoule du nord au sud, dans le Sud-est de Tochigi.

##### Bassin du fleuve Naka
La plus grande partie du bassin de drainage du fleuve Naka est comprise dans le Nord-Est de la préfecture de Tochigi. Le cours du fleuve débute sur les pentes du mont Nasu, parcourt 150 km, dont 119 dans la préfecture, suivant la direction sud-est, et rejoint l'océan Pacifique, à Ōarai, dans l'Est de la préfecture d'Ibaraki,.

#### Étendues d'eau
Les deux principales étendues d'eau de la préfecture de Tochigi : les lacs Yu (0,32 km2) et Chūzenji (11,6 km2), sont situées dans l'Ouest de Nikkō. Ces deux lacs d'origine volcanique sont reliés par la rivière Yu qui traverse, du nord au sud, Senjōgahara, un haut plateau marécageux au cœur des monts Nikkō.

### Climat
La température moyenne de la préfecture est très douce, il est rare que les températures descendent sous les 0 °C en hiver et dépassent les 30 °C en été. Cependant, dans les parties montagneuses, les températures peuvent descendre beaucoup plus bas.

## Toponymie
En juillet 1871, lorsque le gouvernement de Meiji rend effectif l'abolition du système des domaines féodaux en établissant les préfectures du Japon, la province de Shimotsuke devient une préfecture, nommée, en novembre de la même année : « Tochigi », du nom du bourg de Tochigi, désigné capitale de la nouvelle entité administrative.
De nombreuses théories existent quant à l'origine du nom de la préfecture. Selon l'une d'entre elles, le terme « Tochigi (栃木) ferait référence à la structure architecturale du toit d'un sanctuaire de la ville de Tochigi : le sanctuaire Shimmei (ja), un lieu saint du shintoïsme qui aurait été fondé en 1403,. Au loin, les ornements arrangés autour de la poutre faîtière du Shimmei-gū, deux paires de chigi et huit katsuogi, dans le plus pur style shinmei-zukuri, se confondent en deux groupes de dix chigi, d'où le toponyme de « Toochigi ou Tochigi (十千木, litt. « dix chigi ») » attribué au quartier du sanctuaire, à la ville puis à la préfecture. Une deuxième théorie affirme que le nom de la préfecture fait allusion à la présence de nombreux marronniers du Japon (栃の木, tochi no ki) sur le territoire préfectoral. Une troisième le fait dériver du verbe morceler (ちぎる, chigiru) qui rendrait compte du relief marqué par l'érosion hydrique du bassin de la rivière Uzuma (ja), un affluent du fleuve Tone traversant, du nord au sud, la ville de Tochigi.
Pendant plusieurs années, différentes graphies du nom de la préfecture ont coexisté, notamment « 橡木 », selon une lecture chinoise, et « 栃木 » suivant une lecture japonaise. En avril 1879, cette dernière est officiellement adoptée.

## Histoire

### Les temps préhistoriques
Des fouilles archéologiques effectuées en divers lieux de la préfecture de Tochigi mettent en lumière une présence humaine très ancienne. Par exemple, des outils de pierre taillée, datant du début du Paléolithique du Japon (environ 40 000 ans AP), et des ruines d'habitations de la période Jomon (Xe millénaire av. J.-C. au IIIe siècle av. J.-C.) ont été découverts sur le site archéologique de Hoshino (ja), situé dans le nord-ouest de la ville de Tochigi et ouvert depuis 1965,. De même, des dogū, statuettes en terre cuite, ont été exhumés sur le site de Gotō (ja) du bourg de Fujioka (ja) intégré à la ville de Tochigi en 2010.

### La province de Kenu
Dans le dernier volume du Kujiki, un document historique de l'époque de Heian (794 - 1185), la province de Kenu, située dans le nord de la plaine de Kantō, est mentionnée comme entité territoriale appartenant au domaine du seizième empereur du Japon : Nintoku (IVe siècle). En 713, à la suite de la réforme de Taika, elle est divisée en deux provinces : les provinces de Kōzuke et de Shimotsuke.

### Le temps des samouraïs
Au milieu du XIIe siècle, la lutte pour le pouvoir de deux clans rivaux : les Heike, représentants de la noblesse de la cour impériale, et les Genji, fer de lance de la caste guerrière montante des samouraïs, se déroule aussi dans la province de Shimotsuke. En 1185, à la bataille navale de Yashima, un archer de la province, Nasu no Yoichi se distingue. D'une seule flèche, le samouraï, qui s'est avancé dans la mer aux ordres de Minamoto no Yoshitsune, atteint au loin le centre d'un éventail attaché au mât d'une embarcation dans laquelle se tient debout une dame au service des Heike. Cet exploit fonde la légende du modeste guerrier, et les débris de la cible mouvante qui disparaissent dans les flots marins annoncent la chute de la famille Heike et la fin de l'époque de Heian,,.

### Époque d'Edo
À partir de 1590, après la conquête des provinces du Kantō, par le chef de guerre Toyotomi Hideyoshi, soutenu par le futur maître du pays : Tokugawa Ieyasu, la province de Shimotsuke entre dans une période d'instabilité,. Lorsque s'ouvre l'époque d'Edo (1603 – 1868), elle est divisée en neuf domaines féodaux : les fiefs d'Ashikaga, Fukiage, Karasuyama, Kitsuregawa, Kurohane, Mibu, Ōtawara, Sano, et d'Utsunomiya. En 1613, Tokugawa Ieyasu devenu le premier shogun de la dynastie Tokugawa, nomme son conseiller Tenkai, moine bouddhiste de la secte Tendai, administrateur en chef des temples de la cité de Nikkō,,. En 1617, sous la direction de Tenkai, est construit le Nikkō Tōshō-gū, un sanctuaire abritant le mausolée de Tokugawa Ieyasu, mort un an plus tôt,.

### Ère Meiji
Au début de l'ère Meiji (1868 - 1912), le système des fiefs féodaux est aboli, et le pays découpé en préfectures. En 1871, la province de Shimotsuke est scindée en deux préfectures : les préfectures de Tochigi et Utsunomiya, fusionnées deux ans plus tard en une seule entité préfectorale : la préfecture de Tochigi, dont les limites territoriales sont définitivement fixées en 1876,. La capitale de la préfecture est d'abord à Tochigi, puis elle est déplacée à Utsunomiya en 1884,.

## Symboles préfecturaux
En décembre 1962, le logo symbolisant la préfecture de Tochigi est officiellement sélectionné parmi des propositions émanant de la société civile. Il se compose du sinogramme « japonais : 栃 », stylisé, en blanc sur fond vert. Ce motif, aux formes arrondies et qui suggère une progression vers le ciel, représente l'essor énergique d'une communauté préfectorale, au sein d'une nature environnante préservée (couleur verte). Un drapeau reproduisant ce logo en son cœur est créé en mars 1964. En plus de cet emblème préfectoral, deux animaux, dont la mascotte préfectorale, un arbre et une fleur sont associés à la préfecture.

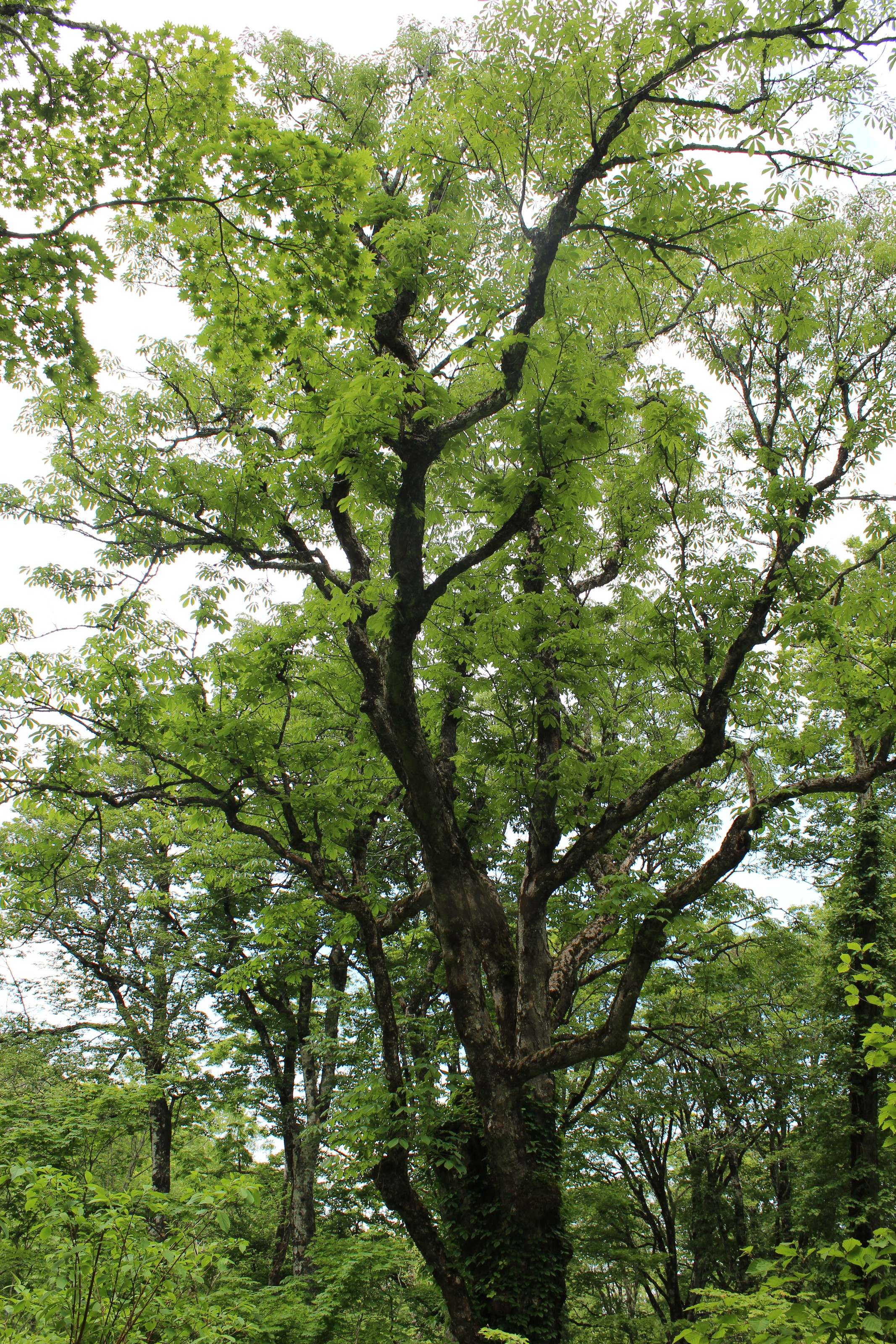
Marronnier du Japon.
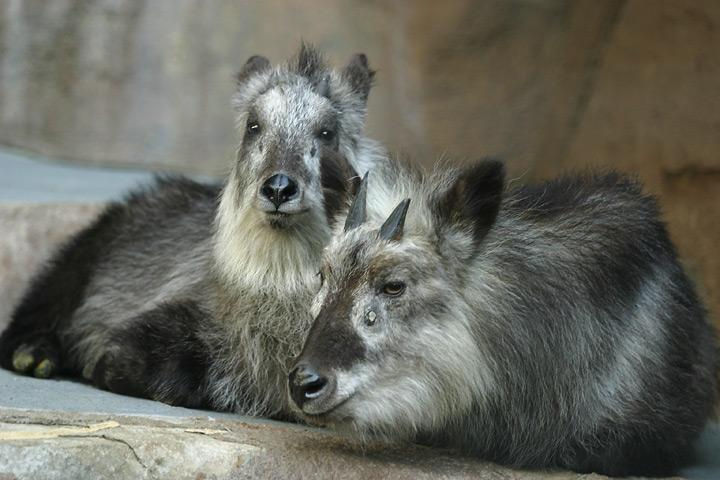
Le saro du Japon (Capricornis crispus).
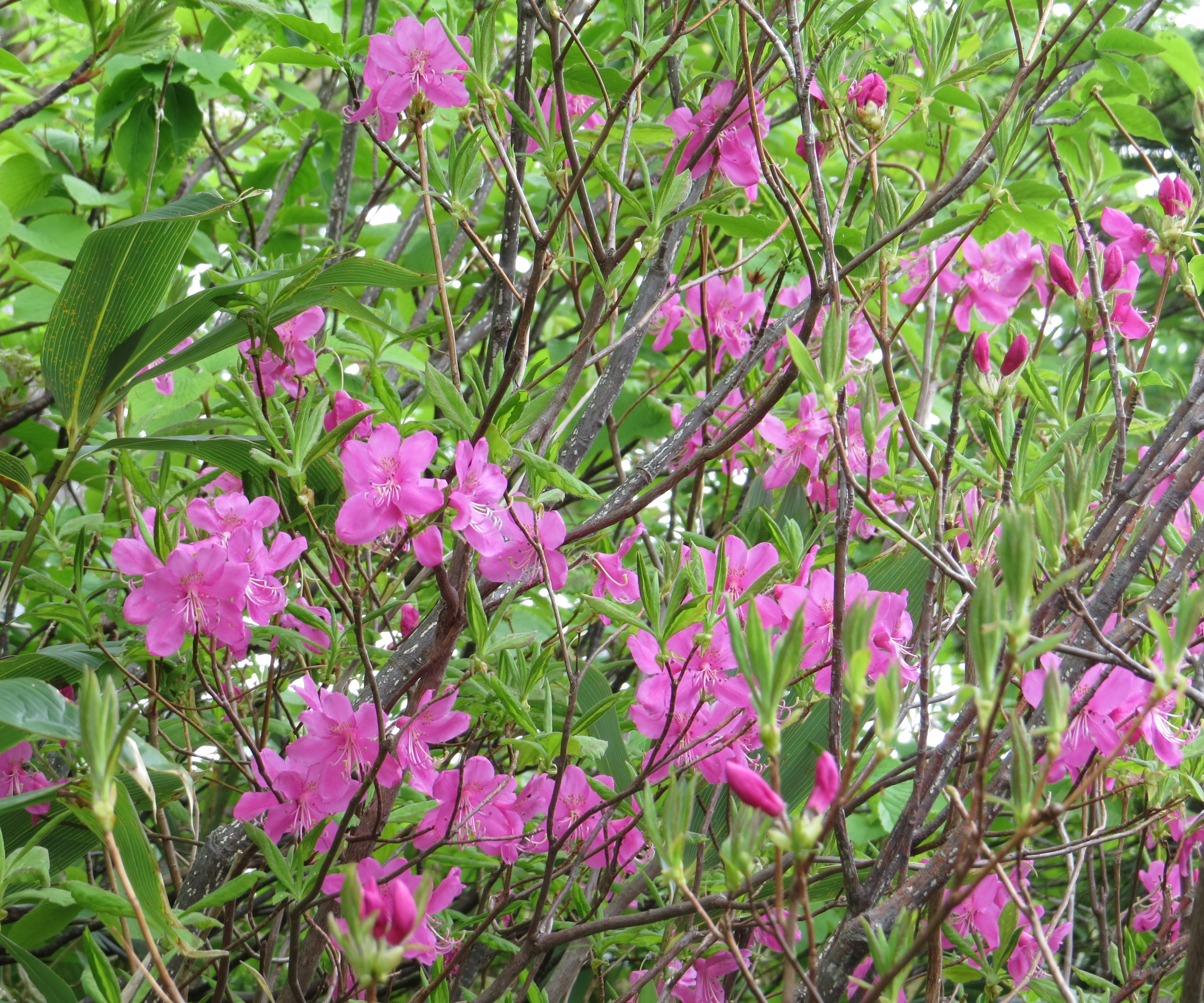
Fleurs de Rhododendron albrechtii.
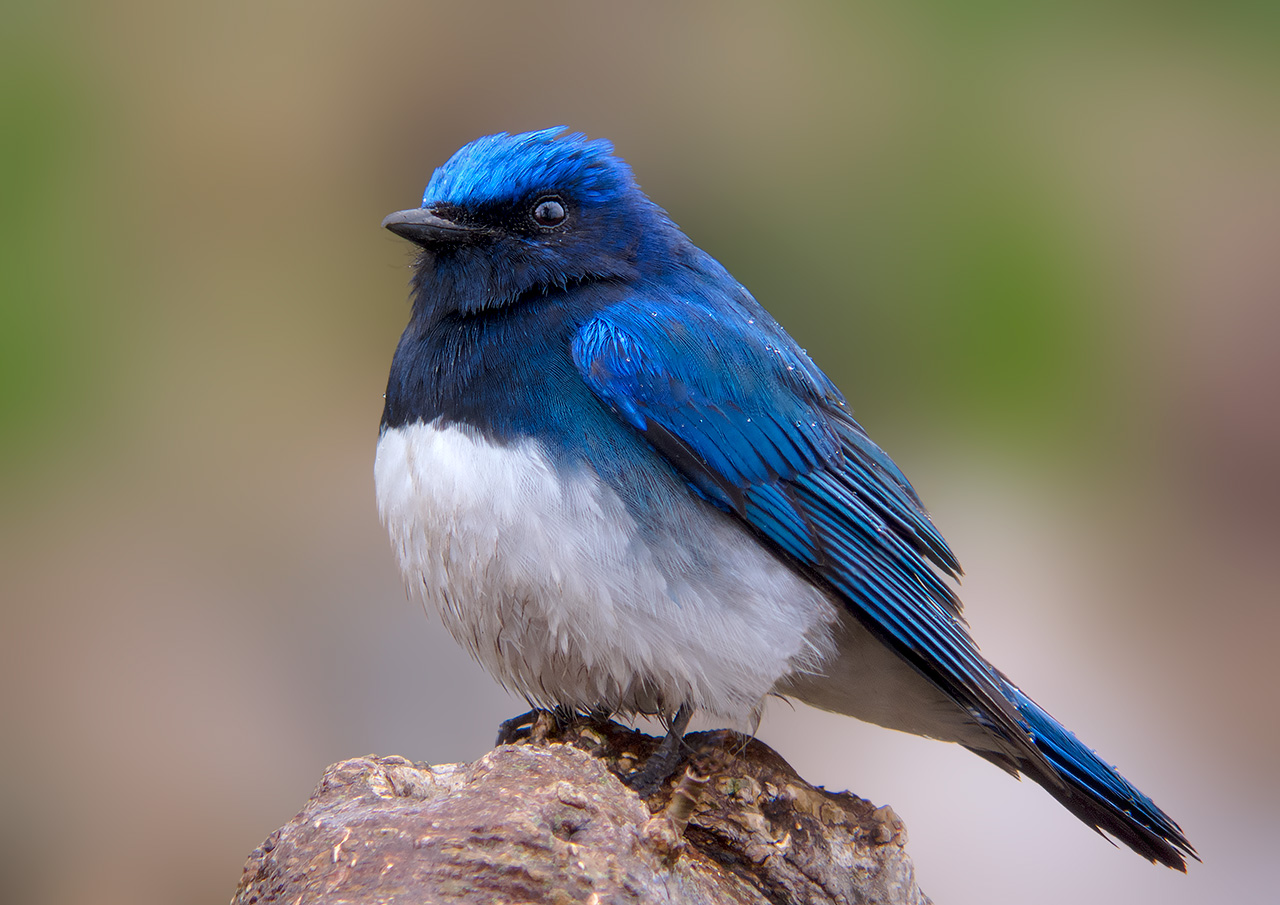
Le gobemouche bleu (Cyanoptila cyanomelana).

### Arbre symbole
Fin juin 1966, la préfecture de Tochigi adopte le marronnier du Japon comme arbre symbole. Cette plante à feuilles caduques de couleur verte, symbole de paix, se couvre de fleurs roses et blanches au printemps et ses fruits sont utilisés dans la gastronomie locale. Son abondance sur le territoire préfectoral caractérise l'effort d'afforestation maintenu par la préfecture.

### Fleur symbole
Le 1er octobre 1969, l'« azalée yashio (ja) » est choisie comme fleur symbole de la préfecture de Tochigi. Cette plante, très répandue dans la préfecture et dont la floraison se déroule au début du printemps, produit des fleurs de couleur blanche, rose, rouge ou violette. Ce nom d'azalée est un terme générique désignant diverses variétés de rhododendron telles que Rhododendron albrechtii et Rhododendron quinquefolium.

### Animaux symboles
En janvier 1964, le saro du Japon et le gobemouche bleu sont choisis respectivement comme animal et oiseau symboles de la préfecture. Le premier, un caprin herbivore classé monument naturel national spécial depuis 1955,, peut être aperçu sur les pentes boisées des montagnes du parc national de Nikkō, dans le nord-ouest de la préfecture. Le second, considéré, avec la bouscarle chanteuse et le rossignol du Japon, comme l'un des trois plus beaux oiseaux chanteurs du Japon, a servi de modèle lors de la création de la mascotte préfectorale : Rurichan (ルリちゃん).

## Économie

### Industrie
De nombreuses industries sont implantées dans la préfecture particulièrement dans le domaine de l'automobile, l'électroménager et des appareils de précision. Cela est dû en partie à la position centrale qu'occupe la préfecture au Japon.
Le complexe industriel de Kiyohara est l'une des plus grandes zones industrielles du pays.

#### Principales sociétés
Les principales sociétés implantées dans la préfecture sont :
- Bridgestone
- Honda Motor
- Mitsubishi
- Fuji Heavy Industries
- Nissan Motor
- Komatsu
- Isuzu Motors Limited
- Toshiba Medical Systems
- GlaxoSmithKline
- Tochigi Nikon
- Canon Inc.
- Sharp

### Agriculture
La préfecture occupait en 2005 le 10e rang national toutes productions agricoles confondues avec un montant de 274,1 milliards de yens. Les principales productions sont le riz, les légumes et l'élevage. Elle est la première productrice de fraise avec 28 700 tonnes produites en 2004 mais aussi la 6e productrice de riz avec 391 000 tonnes.
La sylviculture est aussi présente, 55 % du territoire étant couvert de forêt. En 2004, elle a rapporté plus de 11,2 milliards de yens.

## Population et société

### Démographie
Au 1er mars 2011, la préfecture comptait 2 005 061 habitants, pour une densité de 313 habitants/km². La préfecture subit un certain exode vers la mégalopole japonaise, en particulier chez les jeunes générations.
En 2007, le revenu par habitant était de 3,105 millions de yens, le 7e rang national.

### Éducation
La préfecture dispose d'écoles réparties sur l'ensemble de son territoire. Il y a 206 écoles maternelles publiques et 196 privées, scolarisant 33 679 enfants. 421 écoles primaires publiques et une privée pour 114 747 élèves. 179 collèges publics et 8 privés pour un total de 59 642 élèves. 88 lycées publics et 14 privés, pour 61 753 lycéens. 96,5 % des élèves poursuivent leurs études après le collège et 49,8 % après le lycée.
La préfecture dispose aussi de nombreux établissements proposant des formations après le lycée dont 15 établissements spécialisés pour 2 113 étudiants, 102 établissements professionnels publics et 99 privés accueillant 10 372 étudiants. Enfin, 18 établissements supérieur publics et 16 privés totalisant 27 372 étudiants

### Sport
Les grandes villes de la préfecture possèdent des clubs de sport de niveau national notamment le club de football Tochigi SC d'Utsunomiya, l'équipe de hockey sur glace Nikkō Ice Bucks ou encore l'équipe de basket-ball Tochigi Brex. De plus, la seule course d'IndyCar Series se déroulant hors des États-Unis est organisée dans la ville de Motegi.

### Médias
La préfecture dispose de plusieurs médias régionaux, notamment Tochigi TV, mais aussi des radios comme Tochigi hōsō et FM Tochigi.

## Politique et administration

### Gouverneurs
Le premier gouverneur prit ses fonctions le 13 novembre 1871 et les garda jusqu'au 29 octobre 1880, il s'agit de Teikan Nabeshima. Le 9 décembre 2000, Tomikazu Fukuda entra en fonction, ce fut le 51e mandat de gouverneur de la préfecture.

### Subdivisions

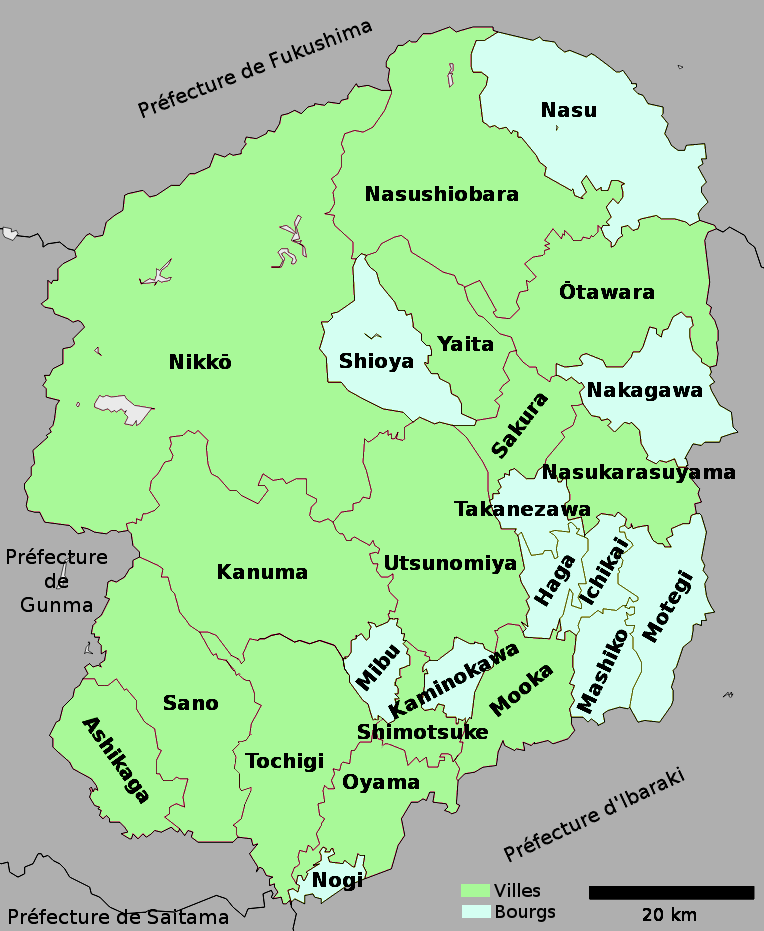
Les municipalités de la préfecture de Tochigi.

La préfecture rassemble 25 municipalités : 14 villes et 11 bourgs. Ces derniers sont répartis entre 5 districts. La municipalité la plus étendue est la ville de Nikkō avec une superficie de 1 449,87 m2.

### Jumelages
La préfecture a suivi une politique de jumelage active à l'international, la préfecture elle-même mais aussi les villes qu'elle abrite. Elle est jumelée avec les municipalités suivantes :
- Zhejiang (Chine) depuis le 13 octobre 1993 ;
- Vaucluse (France) depuis le 9 octobre 1989 ;
- Indiana (États-Unis) depuis le 16 juillet 1999.

## Culture locale et patrimoine

Le volcan Nantai, le lac Chūzenji et les chutes de Kegon.

La préfecture de Tochigi abrite de nombreux sites touristiques aussi bien historiques que naturels,　mais également des lieux consacrés aux activités sportives, des stations de ski ou des terrains de golf. Sont également présents des parcs à thème comme le parc aquatique de Nakagawa, Tobu World Square ou encore Edo wonderland. Il existe aussi des dizaines de musées dans différentes villes comme le musée des sciences d'Utsunomiya ou le musée de la préfecture de Tochigi.
Depuis 2018, la préfecture de Tochigi avec les préfectures voisines de Fukushima et Ibaraki font la promotion de leurs trois préfectures, plutôt délaissées par les touristes étrangers, sous le nom de Diamond Route.

### Patrimoine naturel
La préfecture possède 9 parcs dont un parc national. Grâce à cela une grande partie de la biodiversité a été préservée. Le principal site touristique de la préfecture est le parc national de Nikkō qui comprend le mont Nantai, les chutes de Kegon et le lac Chūzenji. En outre, il y a l'avenue de cèdres de Nikkō d'une longueur de 37 km, regroupant environ 12 500 cèdres vieux de près de 400 ans, qui est la plus longue avenue de ce type au monde. On peut aussi trouver des onsen (sources d'eau chaude) dispersées dans toute la région.

### Patrimoine culturel
En 1998, le gouvernement japonais classe site historique national le quartier Sannai du centre-ville de Nikkō. L'année suivante, le site, qui regroupe le temple Rinnō et les deux sanctuaires Tōshō et Futarasan, fait son apparition officiel sur la liste du patrimoine de l'humanité établie par l'UNESCO,.
La plus vieille école du Japon, l'Ashikaga gakkō se trouve dans la ville d'Ashikaga.

#### Festivals
Le festival le plus important est certainement le festival de Tōshōgū qui se déroule durant le mois de mai de chaque année. Cependant dans toutes les villes de la préfectures des festivals sont organisés ; par exemple, le Kanuma akimatsuri de Kanuma, le Tochigi akimatsuri de Tochigi ou bien encore le Mamadanoja matsuri d'Oyama.

#### Gastronomie
Il existe un certain nombre de plats typiques de la préfecture de Tochigi :
- Le Yuba de Nikkō, composé de principalement de soja[48] ;
- Les nouilles de Sano ;
- Le Suiton de Tochigi, une soupe avec des boulettes.

## Infrastructures

### Transports
Grâce à sa place au cœur du Japon, la préfecture est très bien desservie. Par la route avec l'autoroute du Tōhoku et la route nationale 4, qui traverse la préfecture du nord au sud. La route nationale 50 relie Tochigi à la préfecture d'Ibaraki et de Gunma.
Et aussi par le rail, avec la ligne Shinkansen Tōhoku reliant la capitale au nord du Japon et la ligne Utsunomiya. Depuis Tokyo, l'extrême sud de la préfecture peut être atteint en 43 minutes. Pour les trajets à l'intérieur de la préfecture, il existe un maillage de lignes plus petites, desservant les villes moins importantes.

### Production électrique
La production électrique est en grande partie hydroélectrique avec un ensemble de 9 barrages pour une production totale de 60 090 kW.